# Никс против Хеддена
Никс против Хеддена — решение Верховного суда о принадлежности томата к овощам. Дело было возбуждено Братьями Никс против Эдварда Хеддена, таможенного чиновника из Нью Йорка. Таможенный тариф 1883 года (англ. Tariff Act of March 3, 1883) облагал пошлиной импорт овощей, и не облагал импорт фруктов.
С ботанической точки зрения томат является ягодой, однако суд решил дело в пользу ответчика на том основании, что в законе термин «овощ» использовался в повседневном смысле.

## Прения
В качестве доказательств адвокат истцов предоставил определения из словарей Уэбстера и Imperial Dictionary. Два свидетеля, долгое время занимавшиеся торговлей, были опрошены на предмет наличия в торговых кругах специального значения слова «овощ». Они показали, что в торговле термины «овощ» и «фрукт» употребляются так же, как и в повседневной жизни.

Я не думаю, что термин фрукт имел, в марте 1883 года, или ранее специального значения в торговле по всей стране, отличное от того, что дано в словарях.

## Решение
На том основании, что традиционно томаты относят к овощам и используют в кулинарии как овощи, суд единогласно признал правоту ответчика.

Приведённые определения из словарей определяют фрукт как плод семя растения, или часть содержащую семена, в особенности сочную мясистую мякость определённых растений, покрывающую семена. Эти определения не доказывают, что томаты являются фруктами, а не овощами, как в повседневной речи, так и в контексте Таможенного тарифа.

## Последствия
- Sonn v. Magone, 159 U.S. 417 (1895) — к овощам или семенному материалу относятся чечевица и фасоль. И, соответственно, должны ли они облагаться десятипроцентным налогом как овощи или ввозиться беспошлинно[1].
- Saltonstall v. Wiebusch, 156 U.S. 601 (1895) — уточнение значения термина «кованые изделия» (англ. forgings), и ответ на вопрос, принадлежат ли к ним косы, клещи и серпы. Дело, так же, как и предыдущее, касалось ввозных пошлин[2].